# Archlebov
Archlebov (in tedesco Archlebau) è un comune della Repubblica Ceca facente parte del distretto di Hodonín, in Moravia Meridionale.